# Радна способност (медицина)
Радна способност је способност појединца за обављање посла који се може валоризовати на тржишту рада или способност организма да у току рада одржи унутрашњу физиолошку равнотежу и да по престанку рада брзо и у потпуности успостави све облике равнотеже који су одступили од физиолошких вредности. 
Осим тренутног стања здравља, на радну способност утиче још многи други фактори; радно место, породичне и социјалне прилике, навике, климатски услови итд. који појединачно или кумулативно одређују човекову психофизичку целину и битно утичу на његову радну способност.
Појам болест не поклапа се са појмом радне способности. Има болести које не утичу на радну способност, друге утичу само повремено (нпр. чир на желуцу), или само код одређених занимања (нпр алергија на брашно код пекара), док неке болести (нпр акутна фебрилна стања) узрокују радну неспособност код свих звања.

## Дефиниција и главни критеријуми за радну способност
Дефинисана је радна способност
Радна способност неко особе (физичка, ментална и социјална) дефинише се као његова спсобност за  присуство на радном месту и за обављање посла (радне активности), без ризика по сопствено здравље и и без угрожавања здравља и сигурности других људи, чиме је концепт радне способности такође уграђен у темељни етички концепт савремене медицине рада - процена ризика. 
У дефиницији попут ове постоје три основна критеријума за радну способност:
1. присуство на радном месту (долазак, боравак и одлазак)  и само обављање посла;
2. ризик за сопствено здравље и безбедност
3. ризик по здравље и бедзбедност других људи.

## Облици радне способности
Општа радна способност
Подразумева способност појединца за обављање свих врста послова на општем тржишту радне снаге, без обзира на стручну оспособљеност, у циљу обезбеђења средстава за егзистенцију.
Професионална радна способност
Подразумева способност појединца за обављање послова у области уско професионалног опредељења везано за стручну оспособљеност и школску спрему.

## Циљеви одређивања радне способности
Оцењивање радне способности има за циљ постављање »правог радника на право радно место« како би се повећала продуктивност рада и спречило настајање; инвалидности, професионалних болести, повреда на раду. У том поступку треба дати одговор на следећа питања:
- Може ли радник радити на одређеном радном месту а да притом не наруши своје здравље и безбедан рад?
- Колико дуго се може очекивати иста радна способност без опасности од оштећења здравља уз исте биолошке карактеристике организма и уз исте захтеве радног места?
- Може ли се од радника очекивати просечан радни учинак а да се притом не ремети производни процес?

## Оцењивање радне способности
Дефиниција
На постоји општа дефиниција радне способности или неспособности за рад, већ је она директно везане за одређене законске дефиниције система социјалних и других осигурања, а то су уједно и предуслови за остваривање права на привремена или трајна материјална давања и друге бенифите или офраничења.
Поступак оцењивања радне способности
Оцењивање радне способности је поступак на основу кога се врши усклађивање биолошке функције организма са захтевима, ризицима и карактеристикама радног места и законодавним прописима. 
Регулатива на глобалном нивоу
Поступак оОцењивање радне способности, спроводи се применом законских прописа (у оквиру одређене државе), одређених радњи. Различите државе у свету имају различити приступ изради закона и прописа у области радне способности (неспособности), и њиховом спровођењу у пракси.
Тако земље чланице Европске уније имају у своје национално законодавство „уграђен“ низ директива које успостављају минимални стандарде у области процене и заштите радне способности. Ове директиве (којих има око 20 у разним областима) прати слична структура „захтева“ од послодавца да непрекидно проценењују ризике радног места и ставе на прво место превентивне мере засноване на хијерархији контроле, укључујући у те активности у непрекидну процену радне способности. 

### Редослед радњи у оцењивању радне способности
1. Дефинисање расположиве психо-физичке и психофизиолошке способности радника на које се може рачунати у извршавању одређених радних задатака
- Одређеним процедурама и дијагностичким поступцима, оцењује се здравствене карактеристике организма са посебним освртом на функционално стање органа и органских система који су оптерећени вршењем радних задатака.

2. Анализа података о штетностима и ризицима на радном месту, величини оптерећења и биолошким захтевима радног места (података добијених из радне организације)
- Анализа документа о занимању, пословима, радном месту, укупном и експозиционом радном стажу,
- Анализа извештаја о условима на радном месту са резултатима мерења штетности у зимском и летњем периоду.
- Анализа описа посла из кога се сагледавају захтеви радног места и психофизички напори, подаци о раду у сменама, положају тела при раду, раду на висини. итд

3. Утврђивање (не) склада између података добијених претходним радњама

- Посао на који се радник распоређује мора бити такав да му радни услови и напори не угрожавају здравље нити доводе до премора током пуног радног времена,
- Да послови не погоршавају здравствено стање радника и да он може да ради 35 до 40 година и да доживи просечан животни век становника земље у којој живи,
- Трајна оцена радне способности се даје тек пошто су исцрпљене све могућности лечења и рехабилитације (када је постигнута стабилизација болести),
- Донета оцена мора бити спроводљива у пракси и у складу са законским прописима,
- Оцена треба прецизно одговорити да ли је радник способан или није способан за свој посао. Ако није способан наводе се чиниоце који лимитирају његову радну способност (тежак физички напор, рад на висини и сл),
- Предлог нових послова и новог радног места за које је испитивани радник способан,
- Једном дата оцена радне способности није дефинитивна па је обично потребно поновно оцењивање (динамичан карактер оцењивања радне способности).

### Поступак оцењивања радне способности
Оцена радне способности треба да обухвати; 
1. Професионалну оријентацију
- Усмеравање будућег радника према његовим психофизичким могућностима, а сходно његовим склоностима ка оној групи занимања у којој ће бити најефикаснији а да том приликом не наруши своје здравствено стање.

2. Професионалну селекцију

- Треба да спречи ученике са обољењем или маном да почну школовање за занимање које је контраиндиковано у том случају.

3. Претходни преглед радника

- Обавља се приликом запошљавања на радним местима са повећаним ризиком.

4. Контролни, циљани и периодични преглед радника
- Обавља се код радника који раде на радним местима са повећаним ризиком где постоје штетности које могу угрозити здравствено стање тог радника.

5. Претходни преглед пре издавања возачке дозволе
- Обавља се код професионалних возача када се оцењује здравствена способност за безбедно управљање моторним возилом.

6. Ванредни здравствени преглед
- На захтев законодавца или послодавца ради оцене радне способности после инцидента на радном месту или у саобраћају,

7. Експертизни здравствени преглед
- На захтев суда ради оцене радне способности у случају радних и брачних спорова, спорова између појединца и предузећа,
- У циљу признавања професионалног обољења.
- У циљу решавања спорова између појединца и осигуравајућег друштва.

8. Оцењивање трајног губитка радне способности
- Код појаве хроничног обољења или повреде ради остваривања права из пензијског и инвалидског осигурања

9. Оцењивање радне способности незапослених или малолетне деце
- Код постојања урођених или стечених обољења у циљу осваривања права оцењеног лица, на терет фондова социјалне заштите.

10. Оцењивање радне способности при промени радног места унутар истог предузећа
- Уколико се ново радно место битније разликује од претходног и квалификује као радно место са повећаним ризиком.

11. Оцењивање радне способности након промене технологије
- Спроводи се ако је нови технолошки процес битно различит од претходног и ако се јављају нове професионалне штетности.

12. Оцана привремене спречености за рад
- Здравствени преглед ради оцењивања привремене радне неспособности треба да донесу одлуку о дужини привремене неспособности за рад.